# Duellanti (rivista)
duellanti, precedentemente Duel, è stata una rivista mensile dedicata principalmente al mondo del cinema e, più in generale, all'universo dei media. Era di proprietà di Les Enfants Publishing s.r.l. ed edita da "I Duellanti" Società Cooperativa.

## Storia
Fondata da Gianni Canova, duellanti è nata nel dicembre 2003 dalle ceneri di [duel], mensile diretto dallo stesso Canova e pubblicato da maggio 1993. I direttori responsabili di duellanti sono stati tre: Ezio Alberione (2003-2006), Massimo Rota (2006-2011) e Marco Toscano (2011- 2015).
Molte le firme prestigiose che hanno scritto per la rivista: fra queste Enrico Ghezzi, Slavoj Žižek, David Bordwell, Kristin Thompson, Antonio Costa, Morando Morandini, Paolo Mereghetti, Alberto Pezzotta, Francesco Casetti, Matteo Bittanti, Luciano Barisone, Alessandro Marangio, Roberto De Gaetano, Roy Menarini, Carlo Chatrian, Franco Marineo, Filippo Mazzarella, Franco Prono, Mario Sesti, Fabio Vittorini.
Rispetto a riviste concorrenti dal taglio specialistico come Cineforum o Segnocinema, la peculiarità di duellanti era quella di non limitare le proprie riflessioni all'ambito cinematografico, ma di allargare lo sguardo sul più ampio contesto mediatico contemporaneo, facendo del cinema non l'argomento esclusivo di discussione, ma la lente privilegiata per cogliere i meccanismi di creazione dell'immaginario.
Con cadenza irregolare, duellanti bandiva l'omonimo Premio, con l'obiettivo di valorizzare l'opera di cineasti emergenti. Tra i registi premiati figurano Michelangelo Frammartino, Daniele Ciprì e Franco Maresco, Giorgio Diritti, Pietro Marcello. La rivista è stata inoltre partner del Bobbio Film Festival diretto da Marco Bellocchio, nell'ambito del quale organizzava un seminario residenziale di critica cinematografica.
Nel corso della sua storia duellanti non ha mai usufruito di finanziamenti per l'editoria da parte dello Stato italiano, confermando la propria natura indipendente.
Dal 2015 il progetto prosegue esclusivamente su internet col nome Duels.